# Daniel Amardeilh
Daniel Amardeilh (nascido em 22 de julho de 1959) é um ex-ciclista francês que representou França nos Jogos Olímpicos de Verão de 1984, onde terminou em vigésimo oitavo na prova de estrada.